# Syntrichia submontana
Syntrichia submontana là một loài Rêu trong họ Pottiaceae. Loài này được (Broth.) Ochyra miêu tả khoa học đầu tiên năm 1992.